# Coppa Intertoto 1983
La Coppa Intertoto 1983, detta anche Coppa d'Estate 1983, è stata la diciassettesima edizione di questa competizione (la ventitreesima, contando anche quelle della Coppa Rappan) gestita dalla SFP, la società di scommesse svizzera.
Insieme alle edizioni del 1968, 1985, 1986 e 1989 fu quella con il maggior numero di nazioni partecipanti.
Non era prevista la fase finale fra le vincitrici della fase a gironi della fase estiva. Le squadre che si imponevano nei singoli raggruppamenti venivano considerate tutte vincenti a pari merito e ricevevano, oltre ad un piccolo trofeo, un cospicuo premio in denaro.

## Partecipanti
| Nazione                   | Squadra                                                                  | Campionato | Note                                                                                               |
| ------------------------- | ------------------------------------------------------------------------ | --- | -------------------------------------------------------------------------------------------------- |
| Germania (bandiera)       | Werder Brema Arminia Bielefeld Fortuna Düsseldorf Eintracht Braunschweig | Vicecampione di Germania Ovest 1982-83 8º campionato di Germania Ovest 1982-83 9º campionato di Germania Ovest 1982-83 15º campionato di Germania Ovest 1982-83                                    | |
| Austria (bandiera)        | SSW Innsbruck Sturm Graz SC Eisenstadt Admira/Wacker                     | 3º campionato d'Austria 1982-83 4º campionato d'Austria 1982-83 9º campionato d'Austria 1982-83 10º campionato d'Austria 1982-83                                                                   | Vincitrice della Coppa Intertoto Girone 5 nell'anno precedente                                     |
| Belgio (bandiera)         | Standard Liegi                                                           | Campione del Belgio 1982-83 | Vincitrice della Coppa Intertoto Girone 1 nell'anno precedente                                     |
| Cecoslovacchia (bandiera) | Bohemians Praga Inter Bratislava Slavia Praga TJ Vítkovice RH Cheb       | Campione di Cecoslovacchia 1982-83 4º campionato di Cecoslovacchia 1982-83 6º campionato di Cecoslovacchia 1982-83 7º campionato di Cecoslovacchia 1982-83 9º campionato di Cecoslovacchia 1982-83 | Vincitrice della Coppa Intertoto Girone 6 nell'anno precedente                                     |
| Svizzera (bandiera)       | San Gallo Zurigo FC Luzern Young Boys                                    | 3º campionato di Svizzera 1982-83 4º campionato di Svizzera 1982-83 8º campionato di Svizzera 1982-83 9º campionato di Svizzera 1982-83                                                            | |
| Svezia (bandiera)         | IFK Göteborg Hammarby Elfsborg Malmö FF                                  | Campione di Svezia 1982 Vicecampione di Svezia 1982 3º campionato di Svezia 1982 4º campionato di Svezia 1982                                                                                      | Vincitrice Coppa di Svezia 1981-82, Vincitrice della Coppa Intertoto Girone 9 nell'anno precedente |
| Danimarca (bandiera)      | OB Odense Aarhus B 1903 Brøndby                                          | Campione di Danimarca 1982 Vicecampione di Danimarca 1982 3º campionato di Danimarca 1982 4º campionato di Danimarca 1982                                                                          | Vincitrice della Coppa Intertoto Girone 3 nell'anno precedente                                     |
| Israele (bandiera)        | Maccabi Netanya Shimshon Tel Aviv                                        | Campione d'Israele 1982-83 Vicecampione d'Israele 1982-83 | Vincitrice della Supercoppa d'Israele 1983                                                         |
| Bulgaria (bandiera)       | Trakia Plovdiv Botev Vraca Slavia Sofia                                  | 3º campionato di Bulgaria 1982-83 11º campionato di Bulgaria 1982-83 12º campionato di Bulgaria 1982-83                                                                                            | |
| Polonia (bandiera)        | Pogoń Stettino Bałtyk Gdynia KS Cracovia                                 | 4º campionato di Polonia 1982-83 10º campionato di Polonia 1982-83 14º campionato di Polonia 1982-83                                                                                               | |
| Jugoslavia (bandiera)     | Sloboda Tuzla                                                            | 6º campionato di Jugoslavia 1982-83 | |
| Norvegia (bandiera)       | Viking Bryne IL                                                          | Campione della Norvegia 1982 Vicecampione della Norvegia 1982 | |
| Paesi Bassi (bandiera)    | Twente                                                                   | 16º campionato d'Olanda 1982-83 | |
| Ungheria (bandiera)       | Honvéd Videoton                                                          | 3º campionato d'Ungheria 1982-83 13º campionato d'Ungheria 1982-83 | |

## Squadre partecipanti
La fase a gironi del torneo era composta da dieci gruppi di quattro squadre ciascuno, le squadre che si imponevano nei singoli raggruppamenti venivano considerate tutte vincenti a pari merito.
Rispetto alla Coppa dell'edizione precedente, rientrano le squadre della Jugoslavia, Norvegia, Paesi Bassi e Ungheria.
- In giallo le vincitrici dei gironi.

| Girone | Austria       | Belgio         | Bulgaria       | Cecoslovacchia      | Danimarca | Germania Ovest         | Israele           | Jugoslavia    | Norvegia | Paesi Bassi | Polonia        | Svezia       | Svizzera   | Ungheria |
| 1      | -             | Standard Liegi | -              | -                   | -         | Fortuna Düsseldorf     | -                 | -             | -        | Twente      | -              | -            | Zurigo     | -        |
| 2      | -             | -              | Slavia Sofia   | Slavia Praga        | Brøndby   | -                      | -                 | -             | -        | -           | -              | -            | Young Boys | -        |
| 3      | -             | -              | -              | -                   | -         | Werder Brema           | -                 | -             | -        | -           | Pogoń Stettino | Malmö FF     | San Gallo  | -        |
| 4      | -             | -              | -              | -                   | Aarhus    | -                      | Maccabi Netanya   | -             | -        | -           | -              | -            | Lucerna    | -        |
| 4      | -             | -              | -              | -                   | Aarhus    | -                      | Shimshon Tel Aviv | -             | -        | -           | -              | -            | Lucerna    | -        |
| 5      | SSW Innsbruck | -              | -              | Inter Bratislava    | -         | -                      | -                 | Sloboda Tuzla | -        | -           | -              | -            | -          | Honvéd   |
| 6      | Eisenstadt    | -              | -              | Bohemians ČKD Praga | Odense    | -                      | -                 | -             | Viking   | -           | -              | -            | -          | -        |
| 7      | Admira/Wacker | -              | -              | -                   | B 1903    | -                      | -                 | -             | -        | -           | Bałtyk Gdynia  | IFK Göteborg | -          | -        |
| 8      | -             | -              | Botev Vraca    | -                   | -         | Arminia Bielefeld      | -                 | -             | Bryne    | -           | -              | Hammarby     | -          | -        |
| 9      | Sturm Graz    | -              | -              | RH Cheb             | -         | -                      | -                 | -             | -        | -           | KS Cracovia    | -            | -          | Videoton |
| 10     | -             | -              | Trakia Plovdiv | Vítkovice           | -         | Eintracht Braunschweig | -                 | -             | -        | -           | -              | Elfsborg     | -          | -        |

## Risultati
Date: 25 giugno (1ª giornata), 2 luglio (2ª giornata), 9 luglio (3ª giornata), 16 luglio (4ª giornata), 23 luglio (5ª giornata) e 30 luglio 1983 (6ª giornata).

### Girone 1
| Squadra            | Pti | G | V | N | P | GF | GS | DR |
| ------------------ | --- | - | - | - | - | -- | -- | -- |
| Twente             | 9   | 6 | 4 | 1 | 1 | 14 | 10 | +4 |
| Standard Liegi     | 8   | 6 | 4 | 0 | 2 | 13 | 9  | +4 |
| Zurigo             | 6   | 6 | 2 | 2 | 2 | 13 | 13 | 0  |
| Fortuna Düsseldorf | 1   | 6 | 0 | 1 | 5 | 9  | 17 | −8 |

|          | Twe | Sta | Zur | For |
| -------- | --- | --- | --- | --- |
| Twente   |     | 2-0 | 1-1 | 1-0 |
| Standard | 4-2 |     | 3-0 | 4-3 |
| Zurigo   | 3-4 | 2-1 |     | 5-2 |
| Fortuna  | 2-4 | 0-1 | 2-2 |     |

### Girone 2
| Squadra          | Pti | G | V | N | P | GF | GS | DR |
| ---------------- | --- | - | - | - | - | -- | -- | -- |
| Young Boys       | 8   | 6 | 4 | 0 | 2 | 7  | 6  | +1 |
| Slavia IPS Praga | 6   | 6 | 3 | 0 | 3 | 12 | 8  | +4 |
| Brøndby          | 5   | 6 | 2 | 1 | 3 | 7  | 8  | −1 |
| Slavia Sofia     | 5   | 6 | 2 | 1 | 3 | 5  | 9  | −4 |

|              | Y.B | S.P | Brø | S.S |
| ------------ | --- | --- | --- | --- |
| Young Boys   |     | 2-1 | 0-2 | 1-0 |
| Slavia Praga | 2-1 |     | 3-1 | 5-0 |
| Brøndby      | 1-2 | 2-0 |     | 0-0 |
| Slavia Sofia | 0-1 | 2-1 | 3-1 |     |

### Girone 3
| Squadra        | Pti | G | V | N | P | GF | GS | DR |
| -------------- | --- | - | - | - | - | -- | -- | -- |
| Pogoń Stettino | 8   | 6 | 3 | 2 | 1 | 10 | 10 | 0  |
| Werder Brema   | 7   | 6 | 3 | 1 | 2 | 12 | 8  | +4 |
| Malmö FF       | 5   | 6 | 2 | 1 | 3 | 7  | 9  | −2 |
| San Gallo      | 4   | 6 | 1 | 2 | 3 | 10 | 12 | −2 |

|           | Pog | Wer | Mal | S.G |
| --------- | --- | --- | --- | --- |
| Pogoń     |     | 2-1 | 2-0 | 1-1 |
| Werder    | 4-0 |     | 1-1 | 3-2 |
| Malmö     | 1-2 | 2-1 |     | 2-0 |
| San Gallo | 3-3 | 1-2 | 3-1 |     |

### Girone 4
| Squadra           | Pti | G | V | N | P | GF | GS | DR |
| ----------------- | --- | - | - | - | - | -- | -- | -- |
| Maccabi Netanya   | 10  | 6 | 5 | 0 | 1 | 17 | 10 | +7 |
| Aarhus            | 6   | 6 | 3 | 0 | 3 | 14 | 11 | +3 |
| Lucerna           | 5   | 6 | 2 | 1 | 3 | 12 | 17 | −5 |
| Shimshon Tel Aviv | 3   | 6 | 1 | 1 | 4 | 5  | 10 | −5 |

|          | Mac | Aar | Luc | Shi |
| -------- | --- | --- | --- | --- |
| Maccabi  |     | 3-1 | 6-3 | 3-0 |
| Aarhus   | 1-2 |     | 8-3 | 2-1 |
| Lucerna  | 4-1 | 1-0 |     | 1-2 |
| Shimshon | 1-2 | 1-2 | 0-0 |     |

### Girone 5
| Squadra          | Pti | G | V | N | P | GF | GS | DR |
| ---------------- | --- | - | - | - | - | -- | -- | -- |
| Sloboda Tuzla    | 9   | 6 | 4 | 1 | 1 | 10 | 6  | +4 |
| Honvéd           | 6   | 6 | 2 | 2 | 2 | 10 | 8  | +2 |
| Inter Bratislava | 5   | 6 | 2 | 1 | 3 | 8  | 11 | −3 |
| SSW Innsbruck    | 4   | 6 | 2 | 0 | 4 | 9  | 12 | −3 |

|           | Slo | Hon | Int | Inn |
| --------- | --- | --- | --- | --- |
| Sloboda   |     | 1-0 | 2-0 | 2-1 |
| Honvéd    | 2-2 |     | 3-1 | 3-1 |
| Inter     | 2-1 | 1-1 |     | 2-1 |
| Innsbruck | 1-2 | 2-1 | 3-2 |     |

### Girone 6
| Squadra             | Pti | G | V | N | P | GF | GS | DR |
| ------------------- | --- | - | - | - | - | -- | -- | -- |
| Bohemians ČKD Praga | 8   | 6 | 2 | 4 | 0 | 11 | 9  | +2 |
| Odense              | 7   | 6 | 3 | 1 | 2 | 11 | 10 | +1 |
| Viking              | 5   | 6 | 1 | 3 | 2 | 9  | 10 | −1 |
| Eisenstadt          | 4   | 6 | 1 | 2 | 3 | 8  | 10 | −2 |

|            | Boh | Ode | Vik | Esi |
| ---------- | --- | --- | --- | --- |
| Bohemians  |     | 2-1 | 2-2 | 3-2 |
| Odense     | 2-2 |     | 0-3 | 2-1 |
| Viking     | 1-1 | 2-3 |     | 1-1 |
| Eisenstadt | 1-1 | 0-3 | 3-0 |     |

### Girone 7
| Squadra       | Pti | G | V | N | P | GF | GS | DR |
| ------------- | --- | - | - | - | - | -- | -- | -- |
| IFK Göteborg  | 8   | 6 | 3 | 2 | 1 | 7  | 3  | +4 |
| Admira/Wacker | 6   | 6 | 3 | 0 | 3 | 10 | 10 | 0  |
| Bałtyk Gdynia | 6   | 6 | 2 | 2 | 2 | 8  | 9  | −1 |
| B 1903        | 4   | 6 | 1 | 2 | 3 | 4  | 7  | −3 |

|               | Göt | A.W | Bał | 1903 |
| ------------- | --- | --- | --- | ---- |
| Göteborg      |     | 1-2 | 3-0 | 1-0  |
| Admira Wacker | 1-2 |     | 3-2 | 3-0  |
| Bałtyk        | 0-0 | 3-1 |     | 2-1  |
| B 1903        | 0-0 | 2-0 | 1-1 |      |

### Girone 8
| Squadra           | Pti | G | V | N | P | GF | GS | DR  |
| ----------------- | --- | - | - | - | - | -- | -- | --- |
| Hammarby          | 12  | 6 | 6 | 0 | 0 | 19 | 3  | +16 |
| Arminia Bielefeld | 8   | 6 | 4 | 0 | 2 | 10 | 5  | +5  |
| Botev Vraca       | 4   | 6 | 2 | 0 | 4 | 6  | 9  | −3  |
| Bryne             | 0   | 6 | 0 | 0 | 6 | 1  | 19 | −18 |

|          | Ham | Arm | Bot | Bry |
| -------- | --- | --- | --- | --- |
| Hammarby |     | 2-1 | 2-1 | 6-0 |
| Arminia  | 0-2 |     | 4-0 | 3-1 |
| Botev    | 1-2 | 0-1 |     | 1-0 |
| Bryne    | 0-5 | 0-1 | 0-3 |     |

### Girone 9
| Squadra     | Pti | G | V | N | P | GF | GS | DR  |
| ----------- | --- | - | - | - | - | -- | -- | --- |
| Videoton    | 10  | 6 | 5 | 0 | 1 | 15 | 3  | +12 |
| RH Cheb     | 9   | 6 | 4 | 1 | 1 | 12 | 3  | +9  |
| KS Cracovia | 3   | 6 | 1 | 1 | 4 | 4  | 14 | −10 |
| Sturm Graz  | 2   | 6 | 0 | 2 | 4 | 2  | 13 | −11 |

|          | Vid | RHC | Cra | Stu |
| -------- | --- | --- | --- | --- |
| Videoton |     | 1-0 | 6-0 | 3-0 |
| RH Cheb  | 2-1 |     | 2-0 | 5-0 |
| Cracovia | 1-3 | 0-2 |     | 1-1 |
| Sturm    | 0-1 | 1-1 | 0-2 |     |

### Girone 10
| Squadra                | Pti | G | V | N | P | GF | GS | DR |
| ---------------------- | --- | - | - | - | - | -- | -- | -- |
| Vítkovice              | 9   | 6 | 4 | 1 | 1 | 13 | 11 | +2 |
| Eintracht Braunschweig | 7   | 6 | 3 | 1 | 2 | 9  | 5  | +4 |
| Trakia Plovdiv         | 5   | 6 | 2 | 1 | 3 | 11 | 8  | +3 |
| Elfsborg               | 3   | 6 | 1 | 1 | 4 | 3  | 12 | −9 |

|              | Vit | Bra | Tra | Elf |
| ------------ | --- | --- | --- | --- |
| Vitkovice    |     | 2-2 | 4-2 | 2-1 |
| Braunschweig | 0-2 |     | 2-0 | 4-0 |
| Trakia       | 5-1 | 0-1 |     | 4-0 |
| Elfsborg     | 1-2 | 1-0 | 0-0 |     |